# Leopold Piątkiewicz
Leopold Franciszek Piątkiewicz przybrane nazwisko Józef Wiśniewski, ps. „Bogdan” (Bohdan), „Echo”, „Leopold” (ur. 9 listopada 1901 w Wieliczce, zm. 23 listopada 1984 w Krakowie – podpułkownik łączności Wojska Polskiego.

## Życiorys
Urodził się 9 listopada 1901 w rodzinie Józefa, urzędnika żupy solnej, i Marii ze Ścigalskich. Od września 1911 był kadetem niższej, a od sierpnia 1916 Wojskowej Wyższej Szkoły Realnej w Łobzowie, która w listopadzie 1918 została przekształcona w Korpus Kadetów Nr 1. W maju 1919 złożył egzamin maturalny. W tym samym miesiącu został bezterminowo urlopowany, jako niezdolny do służby wojskowej z powodu zapalenia płuc i choroby serca.
Od marca 1920 jako ochotnik służył w 5 szkolnej kompanii telegraficznej, a od kwietnia do grudnia był słuchaczem Szkoły Podchorążych Łączności w Zegrzu. Po ukończeniu szkoły został dowódcą plutonu w 1 pułku łączności. Dowódca plutonu od września 1921, a później kompanii telegraficznej 2 Armii. Szef łączności 3 Dywizji Piechoty Legionów od lutego 1922, a od października dowódca plutonu w 2 pułku łączności. Od sierpnia 1923 do marca 1924 był uczestnikiem kursu doszkolenia w Obozie Szkolnym Wojsk Łączności w Zegrzu, a po jego ukończeniu powrócił do pułku na stanowisko dowódcy plutonu. W lipcu 1924 został przydzielony do Pułku Radiotelegraficznego w Warszawie na stanowisko oficera żywnościowego. Od września 1924 do kwietnia 1925 odbył kurs doszkolenia w Obozie Szkolnym Wojsk Samochodowych w Warszawie i został dowódcą plutonu, od listopada 1925 oficerem samochodowym, od grudnia 1925 oficerem żywnościowym, od maja 1926 ponownie dowódcą plutonu, od grudnia oficerem pocztowym, a od kwietnia 1927 ponownie dowódcą plutonu. Mianowany oficerem oświatowym batalionu w grudniu 1928. Od listopada 1930 był w pułku radiotelegraficznym w Warszawie dowódcą kadry kompanii szkolnej I batalionu, a we wrześniu 1934 został przeniesiony na analogiczne stanowisko do II batalionu pułku radiotelegraficznego w Krakowie, które zajmował do wybuchu wojny. Był jednocześnie prezesem Zarządu Okręgu Związku Krótkofalowców.
W kampanii wrześniowej 1939 był w sztabie Armii „Kraków” oficerem radio. Został ranny i od 22 września przebywał w niewoli w obozach przejściowych w Bochni i Krakowie, gdzie leczył się w szpitalu jenieckim. Zbiegł z niego 28 grudnia 1939. Od grudnia 1939 w konspiracji w SZP–ZWZ–AK. Pełnił początkowo pod pseud. „Leopold” funkcję szefa łączności Komendy Obszaru Kraków–Śląsk. W kwietniu 1941 zagrożony aresztowaniem po wielkiej wsypie w Komendzie Obszaru Kraków, przeniesiony został do Warszawy, gdzie występował pod przybranym nazwiskiem Józef Wiśniewski. Od maja 1942 używając pseud. „Bogdan” był po mjr. Jerzym Uszyckim szefem Wydziału V Komendy Okręgu Warszawa AK. Awansowany w 1943 do stopnia majora służby stałej i przeniesiony w czerwcu na stanowisko szefa Wydziału V-0 Komendy Obszaru Lwów AK. W lipcu 1944 podczas walk o wyzwolenie tego miasta dostał się do niewoli niemieckiej, ale zbiegł z niej po kilku godzinach. Pozostawał następnie w dyspozycji KG AK na terenie Okręgu Kraków. Podczas ujawnienia się w styczniu 1945 w Krakowie został zweryfikowany w stopniu podpułkownika ze starszeństwem z dniem 1 stycznia tego roku.
Jako niezdolnego do służby wojskowej zwolniono go do rezerwy i zaczął pracować w różnych przedsiębiorstwach państwowych w Krakowie. Przeniesiony na rentę inwalidzką w 1956, a od 1967 pobierał rentę specjalną. Zajmował się także radiestezją. 
Zmarł w Krakowie 23 listopada 1984.

## Awanse
- kapitan – 1934
- major – 1943
- podpułkownik – 1 stycznia 1945

## Ordery i odznaczenia
- Krzyż Srebrny Orderu Virtuti Militari – 1965
- Srebrny Krzyż Zasługi – 1938
- Srebrny Krzyż Zasługi z Mieczami –1945
- Krzyż Armii Krajowej – 1967